# Megalobrimus densegranulatus
Megalobrimus densegranulatus là một loài bọ cánh cứng trong họ Cerambycidae.